# Odontites lapiei
Odontites lapiei är en snyltrotsväxtart som beskrevs av Battand.. Odontites lapiei ingår i släktet rödtoppor, och familjen snyltrotsväxter. Inga underarter finns listade i Catalogue of Life.